# Бисултанов, Райбек Альвиевич
Райбек Альвиевич Бисултанов (дат. Rajbek Bisultanov; род. 29 мая 1995, Урус-Мартан) — датский борец греко-римского стиля. Чемпион Европы 2019 в весовой категории до 82 кг. Выиграл четыре медали на чемпионате Северных стран в 2014—2018 годах. Чемпион Дании 2013 и 2014 годов.

## Биография
Уроженец Урус-Мартановского района. Выступает за сборную Дании.
В 2016 году занял пятое место на Чемпион Европы по греко-римской борьбе. Занял одиннадцатое место на чемпионате мира в 2017 году.
В июне 2018 года принимал участие в первенстве Европы по борьбе среди молодежи до 23 лет в Стамбуле (Турция). В финале первенства Европы в весовой категории 77 кг победил Исмаила Саидхасанова (Россия) со счётом 7:1.
В ноябре 2018 Бисултанов проиграл со счетом 6-0 молдавскому борцу Даниелу Катарага и завоевал серебряную медаль чемпиона мира U-23 (категория до 23 лет) по греко-римской борьбе в весовой категории 77 кг.
В феврале 2019 года Райбек Бисултанов принял участие в рейтинговом турнире UWW по греко-римской борьбе. Турнир состоялся в венгерском Дьёре. В финальной схватке весовой категории до 82 кг Бисултанов уступил Гела Болквадзе (Грузия) и завоевал тем самым серебряную награду.
В апреле 2019 года выиграл чемпионат Европы в весовой категории до 82 кг, победив грузинского спортсмена Лашу Гобадзе со счётом 4:3.
В 2019 году Бисултанов был признан лучшим спортсменом Дании.
Брат Бисултанова Турпал также занимается греко-римской борьбой, является чемпионом Северных стран и Европы.